# Peromyia scirrhosa
Peromyia scirrhosa är en tvåvingeart som beskrevs av Jaschhof 2009. Peromyia scirrhosa ingår i släktet Peromyia, och familjen gallmyggor. Arten är reproducerande i Sverige.